# Episodi di American Dragon: Jake Long
La serie conta due stagioni, trasmesse negli USA su Disney Channel. In Italia sono state trasmesse sempre su Disney Channel.
La prima contiene 21 episodi, la seconda 31.

## Prima stagione
| nº | Titolo originale               | Titolo italiano                                    | Prima TV         |
| -- | ------------------------------ | -------------------------------------------------- | ---------------- |
| 1  | Old School Training            | La Vecchia Scuola degli Allenamenti                | 21 gennaio 2005  |
| 2  | Dragon Breath                  | Il Fiato del Drago                                 | 22 gennaio 2005  |
| 3  | The Talented Mr. Long          | Il Talento di Mr. Long                             | 28 gennaio 2005  |
| 4  | The Legend of the Dragon Tooth | La Leggenda del Dente di Drago                     | 4 febbraio 2005  |
| 5  | Act 4, Scene 15                | Quarto Atto e Quindicesima Scena                   | 11 febbraio 2005 |
| 6  | Adventures in Troll Sitting    | Avventure da Trollsitter                           | 18 febbraio 2005 |
| 6  | Fu Dog Takes a Walk            | La Passeggiata di Fu Dog                           | 18 febbraio 2005 |
| 7  | Professor Rotwood's Thesis     | La Tesi del Professor Rotwood                      | 25 febbraio 2005 |
| 8  | The Egg                        | L'Uovo di Grifone                                  | 25 marzo 2005    |
| 8  | The Heist                      | Fuggendo S'impara                                  | 25 marzo 2005    |
| 9  | Dragon Summit                  | La Sommità del Drago                               | 1º aprile 2005   |
| 10 | Body Guard Duty                | La Guardia del Corpo                               | 29 aprile 2005   |
| 11 | Shapeshifter                   | Fino all'Ultimo Fiato Infuocato                    | 13 maggio 2005   |
| 12 | The Ski Trip                   | L'Incontro tra la Settimana Bianca e San Valentino | 27 maggio 2005   |
| 13 | The Long Weekend               | Il Fine Settimana della Famiglia Long              | 1º luglio 2005   |
| 14 | Eye of the Beholder            | L'Occhio del Ciclope                               | 30 luglio 2005   |
| 15 | Jake Takes the Cake            | Jake e la Torta                                    | 26 agosto 2005   |
| 16 | Hong Kong Knights              | Certe Notti ad Hong Kong                           | 8 settembre 2005 |
| 17 | The Halloween Bash             | Una Movimentata Festa di Halloween                 | 22 ottobre 2005  |
| 18 | Fu and Tell                    | Il Racconto di Fu Dog                              | 3 novembre 2005  |
| 18 | Flight of the Unicorn          | Il Volo dell'Unicorno                              | 3 novembre 2005  |
| 19 | Keeping Shop                   | Il Negozio degli Aiuti                             | 6 gennaio 2006   |
| 20 | Ring Around the Dragon         | Jake Re del Wrestling                              | 12 gennaio 2006  |
| 21 | The Hunted                     | Trappola per Cacciatori di Draghi                  | 29 gennaio 2006  |

## Seconda stagione
| nº | Titolo originale               | Titolo italiano         | Prima TV          |
| -- | ------------------------------ | ----------------------- | ----------------- |
| 22 | Bring It On                    | Le Gorgoni              | 10 giugno 2006    |
| 23 | Half Baked                     | Mezzo Cotto             | 24 giugno 2006    |
| 24 | The Academy                    | L'Accademia             | 1º luglio 2006    |
| 25 | The Doppelganger Gang          | La Gang dei Duplicati   | 8 luglio 2006     |
| 26 | Something Fishy This Way Comes | Il Nonno Innamorato     | 15 luglio 2006    |
| 27 | Breakout                       | Ciclo di Muta           | 29 luglio 2006    |
| 28 | Family Business                | Affari di Famiglia      | 5 agosto 2006     |
| 29 | Hero of the Hourglass          | Eroe della Clessidra    | 12 agosto 2006    |
| 30 | Dreamscape                     | Fuga dai Sogni          | 19 agosto 2006    |
| 31 | A Befuddled Mind               | Una mente Confusa       | 9 settembre 2006  |
| 32 | Fool's Gold                    | L'oro dei Folletti      | 16 settembre 2006 |
| 33 | Feeding Frenzy                 | Smania di Cibo          | 23 settembre 2006 |
| 34 | Haley Gone Wild                | Haley la Disubbidiente  | 30 settembre 2006 |
| 35 | Supernatural Tuesday           | L'Elmo della Verità     | 28 ottobre 2006   |
| 36 | The Rotwood Files              | I Dossier di Rotwood    | 18 novembre 2006  |
| 37 | Hairy Christmas                | Natale Peloso           | 16 dicembre 2006  |
| 38 | Switcheroo                     | Scambio a Sorpresa      | 6 gennaio 2007    |
| 39 | The Love Cruise                | Le Frecce di Cupido     | 3 febbraio 2007   |
| 40 | Year of the Jake               | Capodanno Cinese        | 18 febbraio 2007  |
| 41 | Homecoming                     | La Scelta di Rose       | 10 marzo 2007     |
| 42 | Young and Heart                | Ogni Cosa a Suo Tempo   | 24 marzo 2007     |
| 43 | Siren Says                     | L'Asta di Beneficenza   | 7 aprile 2007     |
| 44 | Shaggy Frog                    | Super Spud              | 28 aprile 2007    |
| 45 | Nobody's Fu                    | Il Mio Amico Fu         | 12 maggio 2007    |
| 46 | Magic Enemy Number 1           | Nemico Magico Numero 1  | 2 giugno 2007     |
| 47 | A Ghost Story                  | I Fantasmi              | 16 giugno 2007    |
| 48 | Bite Father, Bite Son          | Quell'Eroe di Papà      | 17 giugno 2007    |
| 49 | Game On                        | Game Over               | 1º luglio 2007    |
| 50 | Furious Jealousy               | Stupida Gelosia Furiosa | 7 luglio 2007     |
| 51 | Being Human                    | Una Settimana da Umano  | 4 agosto 2007     |
| 52 | The Hong Kong Longs            | Visita ad Hong Kong     | 1º settembre 2007 |